# Schradera monocephala
Schradera monocephala är en måreväxtart som först beskrevs av Elmer Drew Merrill, och fick sitt nu gällande namn av Puff, R.Buchner och J. Greimler. Schradera monocephala ingår i släktet Schradera och familjen måreväxter.
Artens utbredningsområde är Filippinerna. Inga underarter finns listade i Catalogue of Life.